# Calle Nueva Fuera
La calle Nueva Fuera es una vía pública de la ciudad española de Vitoria.

## Descripción
La vía discurre desde la calle de San Francisco hasta la del Colegio de San Prudencio. Se le dio el nombre en 1492, inspirado en la calle Nueva Dentro, de la que antes había sido parte y ahora es paralela. También es paralela en parte a la del Torno. Aparece descrita en la Guía de Vitoria (1901) de José Colá y Goiti con las siguientes palabras:

Calle Nueva Fuera.—Nombre primitivo. Se le dió este título en 1492 y antes era parte de la calle de la Judería. Principia en la calle de San Francisco y concluye en la del Colegio de San Prudencio.
(Colá y Goiti, 1901, p. 44)

En uno de sus edificios tuvo sede la Sociedad Ciclista Vitoriana.